# FuRyu
Pour la doctrine philosophique japonaise, voir Fūryū.
FuRyu Corporation (フリュー株式会社) est une entreprise de jeux vidéo fondée en 2007 et basée à Shibuya.
Elle a petit à petit élargi son activité aux produits dérivés comme les photomatons à thème, les figurines ou les animes. Fin 2024, en collaboration avec Uketsu, elle met au point des cabines de purikura scénarisées pour raconter une histoire d'horreur.

## Ludographie
- 2009 : Last Bullet (Nintendo DS)
- 2009 : Chō Meisaku Suiri Adventure  DS: Raymond Chandler Gensaku - Saraba Ai Shiki Onna Yo (Nintendo DS)
- 2009 : Sekai Fushigi Hakken  DS: Densetsu no Hitoshi-kun Ningyō o Sagase (Nintendo DS)
- 2010 : Datenshi no Amai Yūwaku x Kaikan Phrase (Nintendo DS)
- 2011 : Tsuku Monogatari (PlayStation Portable)
- 2011 : Unchained Blades (PlayStation Portable, Nintendo 3DS)
- 2011 : Bunmei Kaika: Aoiza Ibunroku (PlayStation Portable)
- 2011 : Jewelpet: Mahō no Rhythm de Ieie! (Nintendo 3DS)
- 2012 : Doraemon: Nobita to Kiseki no Shima (Nintendo 3DS)
- 2012 : Bunmei Kaika: Aoiza Ibunroku Saien (PlayStation Portable)
- 2012 : Jewel Pet: Mahō de Oshare ni Dance * Deco! (Nintendo 3DS)
- 2012 : UnchainBlades EXXiV (PlayStation Portable, Nintendo 3DS)
- 2013 : Doraemon: Nobita no Himitsu Dōgu Hakubutsukan (Nintendo 3DS)
- 2013 : HatsuKare * Renai Debut Sengen! (PlayStation Portable)
- 2013 : Cardfight!! Vanguard: Ride to Victory!! (Nintendo 3DS)
- 2013 : Exstetra (PlayStation Vita, Nintendo 3DS)
- 2013 : Jewel Pet: Cafe de Mahō no Cooking! (Nintendo 3DS)
- 2014 : Doraemon: Shin Nobita no daimakyō - Peko to 5-nin no tankentai (Nintendo 3DS)
- 2014 : To Love-Ru Trouble Darkness: Battle Ecstasy (PlayStation Vita)
- 2014 : Cardfight!! Vanguard: Lock On Victory!! (Nintendo 3DS)
- 2014 : Hamatora: Look at Smoking World (Nintendo 3DS)
- 2014 : Lost Dimension (PlayStation 3, PlayStation Vita, Windows)
- 2015 : The Legend of Legacy (Nintendo 3DS)
- 2015 : Yūki Yūna wa Yūsha de Aru: Jukai no Kioku (PlayStation Vita)
- 2015 : Shin Tennis no Oji-Sama: Go to the Top (Nintendo 3DS)
- 2015 : Doraemon: Nobita no Uchū Eiyūki (Nintendo 3DS)
- 2015 : Terra Formars: Akaki Hoshi no Gekitō (Nintendo 3DS)
- 2015 : Buddy Fight: Yūjō no Jōnetsu Fight! (Nintendo 3DS)
- 2015 : To Love-Ru Trouble Darkness: True Princess (PlayStation Vita)
- 2015 : Himoutō! Umaru-Chan: Himōtō Ikusei Keikaku (PlayStation Vita)
- 2015 : Shokugeki no Soma: Yūjō to Kizuna no Hitosara (Nintendo 3DS)
- 2016 : CardFight!! Vanguard G: Stride to Victory!! (Nintendo 3DS)
- 2016 : Doraemon: Shin Nobita no Nihon Tanjō (Nintendo 3DS)
- 2016 : The Caligula Effect (PlayStation Vita)
- 2016 : World End Economica ep. 1-3 (Nintendo 3DS)
- 2016 : Higanbana no Saku Yoru ni (Nintendo 3DS)
- 2016 : The House in Fata Morgana (Nintendo 3DS, PlayStation Vita, PlayStation 4)
- 2016 : Kamiwaza Wanda: Kirakira Ichibangai Kikiippatsu (Nintendo 3DS)
- 2016 : Rilu Rilu Fairilu Kirakira * Hajimete no Fairilu Magic (Nintendo 3DS)
- 2016 : Beyblade: Burst (Nintendo 3DS)
- 2016 : NOeSIS: Uso o Tsuita Kioku no Monogatari (Nintendo 3DS)
- 2017 : NemuNeko: Puzzle Demo Netei Masu (Nintendo 3DS)
- 2017 : Doraemon the Movie: Nobita no Nankyoku Kachikochi Daibōken (Nintendo 3DS)
- 2017 : Beyblade Burst BeyLogger Plus and Puzzle (Nintendo 3DS)
- 2017 : Kanbutsu Himōto! Umaru-chan Daratto Puzzle (Nintendo 3DS)
- 2017 : Future Card Buddyfight: Mezase! Buddy Champion! (Nintendo 3DS)
- 2017 : Osomatsu-San Neat Dasshutsu Spiral!! (Nintendo 3DS)
- 2017 : Shōnen Ashibe: Go! Go! Goma-chan: Cute na Goma-chi Ippai Puzzle (Nintendo 3DS)
- 2017 : Neko Neko Nipponshi Rekishi Hakken Puzzle! (Nintendo 3DS)
- 2017 : The Alliance Alive (Nintendo 3DS)
- 2017 : Miracle Tunes! Game de Tune Up! Dapun! (Nintendo 3DS)[4]
- 2017 : Beyblade: Burst God (Nintendo 3DS)
- 2017 : Crayon Shin-Chan Gekiatsu! Oden wa Rudo Dai Konran!! (Nintendo 3DS)
- 2017 : Sweets Chara: Sweets Gakkō e Yōkoso! (Nintendo 3DS)
- 2018 : Doraemon: Nobita no Takarajima (Nintendo 3DS)
- 2018 : Future Card Buddyfight: Tanjō! Oretachi no Saikyō Buddy! (Nintendo 3DS)
- 2018 : The Caligula Effect: Overdose (PlayStation 4)
- 2018 : Heroland (Nintendo Switch, PlayStation 4)
- 2018 : Crystar (PlayStation 4, Windows)
- 2018 : Beyblade Burst: Battle Zero (Nintendo Switch)
- 2018 : Pikachin-Kit: Game de Pirameki Daisakusen (Nintendo Switch)
- 2018 : Yuragi-sō no Yūna-san: Yukemuri Dungeon (PlayStation 4)
- 2019 : Doraemon: Nobita no Getsumen Tansa-ki (Nintendo Switch)
- 2019 : The Caligula Effect: Overdose (Nintendo Switch)
- 2019 : Cardfight!! Vanguard EX (Nintendo Switch, PlayStation 4)
- 2019 : The Alliance Alive HD Remastered (Nintendo Switch, PlayStation 4)
- 2019 : Model Debut #Nicola (Nintendo Switch)
- 2025 : Varlet (Playstation 5, Nintendo Switch, PC)